# Manuel del Pópulo Vicente García

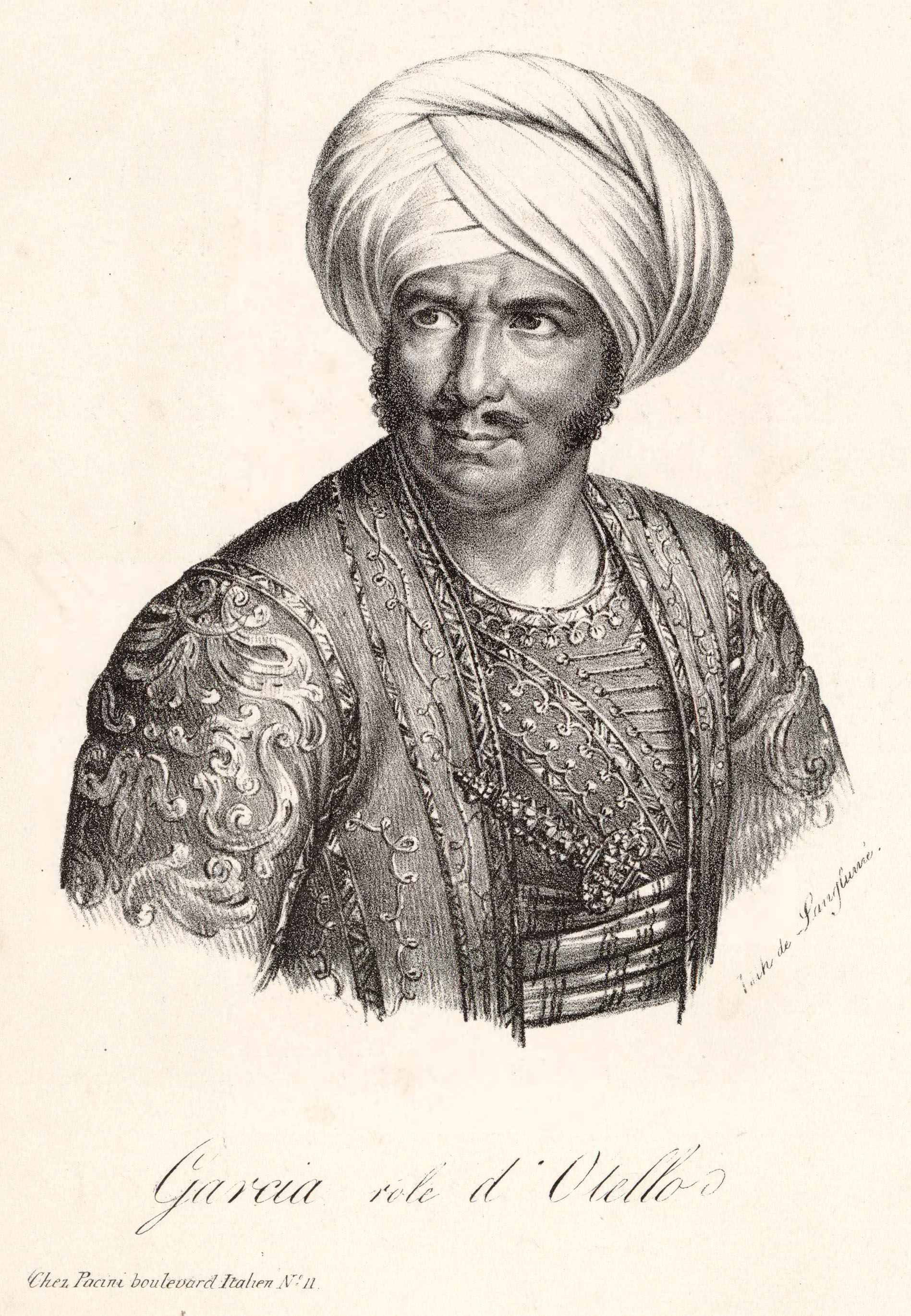
Manuel del Pópulo Vicente García jako Otello (Rossini), (ok. 1821)

Manuel del Pópulo Vicente García (ur. 21 stycznia 1775 w Sewilli, zm. 9 czerwca 1832 w Paryżu) – hiszpański tenor i nauczyciel śpiewu, a także kompozytor operowy.

## Życiorys
Jako chłopiec był członkiem chóru katedralnego w Sewilli, gdzie otrzymał wykształcenie muzyczne. W wieku 17 lat zadebiutował jako tenor w teatrze w Kadyksie, następnie pracował jako śpiewak, dyrygent i kompozytor operetek na różnych scenach w Hiszpanii.
W 1808 wyjechał do Paryża, gdzie śpiewał w operach buffa i wywołał sensację swoimi występami. Z ogromnym aplauzem były przyjmowane jego występy  w dużych miastach Włoch. W 1812 zamieszkał w Neapolu. Współpracował, między innymi z Gioacchino Rossinim. Śpiewał partię Norfolka w Elżbiecie, królowej Anglii podczas premiery w Neapolu (1815). W następnym roku, dla Rossiniego stworzył rolę Almavivy, w Rzymie w pierwszym wykonaniu Cyrulika sewilskiego. W Cyruliku występował także w Paryżu.
W 1823 Geltrude Righetti-Giorgi, pierwsza wykonawczyni roli Rozyny w Cyruliku, udzieliła słynnej odpowiedzi Cenni di una donna già cantante, sopra il Maestro Rossini .... na krytyczny artykuł Stendhala na temat Cyrulika. W tekście tym podaje informację, że to Garcia skomponował serenadę Se il mio nome saper voi bramate z pierwszego aktu opery, a Rossini ją autoryzował.
Z wielkim uznaniem został przyjęty także w Londynie, gdzie został zatrudniony jako pierwszy tenor w teatrze królewskim w 1824 r.
W 1826 wyjechał do Ameryki jako przedsiębiorca operowy. Osiągnął sukces artystyczny i materialny. Niestety stracił całą fortunę napadnięty przez bandę rabusiów w pobliżu Veracruz, w drodze z Meksyku, gdzie występował, do USA.
Po powrocie do Paryża poświęcił się wyłącznie nauczaniu wokalnemu aż do śmierci 9 czerwca 1832 r. Wykształcił szereg znakomitych śpiewaków dramatycznych, w tym swoich córek Marii Malibran i Pauline Viardot-García. W 1831 roku napisał dla swoich studentów operę Le cinesi na podstawie libretta Pietro Metastasio. W ostatnich latach swojego życia García napisał pięć oper salonowych, aby pokazać talenty swoich uczniów. W 2006 i 2015 roku krytyczne wydania dwóch z tych oper, L’ Isola disabitata i Un avvertimento ai gelosi, pod redakcją Teresy Radomski, zostały opublikowane przez A-R Editions. L'sola disabitata została wystawiona na Uniwersytecie Wake Forest w 2005 roku, a następnie w Europie po raz pierwszy w Hiszpanii w 2010 roku.
Jego syn Manuel Patricio Rodríguez García był także nauczycielem śpiewu i barytonem oraz prekursorem laryngoskopii.